# Resolució 391 del Consell de Seguretat de les Nacions Unides
La Resolució 391 del Consell de Seguretat de les Nacions Unides, aprovada el 15 de juny de 1976, va assenyalar un informe del Secretari General de les Nacions Unides que, a causa de les circumstàncies actuals, la presència de la Força de les Nacions Unides pel Manteniment de la Pau a Xipre continuaria sent essencial per a un acord pacífic. L'informe també va assenyalar que la força, així com la seva policia civil, estaven restringides al nord de l'illa i expressava la seva preocupació pel que fa a accions que podrien augmentar les tensions.
El Consell va reafirmar les seves resolucions anteriors, va expressar la seva preocupació per la situació, va instar les parts implicades a treballar junts per la pau i una vegada més va estendre l'estacionament de la Força a Xipre fins al 15 de desembre de 1976.
La resolució 391 va ser aprovada per 13 vots contra cap; Benín i la República Popular de la Xina no van participar en la votació.